# Citation Style Language
Citation Style Language (CSL) は、論文などにおける書誌情報や参考文献リストの表示形式を規定するための、コンピュータ用のファイルフォーマット。XMLに基づくオープンフォーマットである。Zotero、Mendeley、Papersなど、同形式に対応した引用管理ソフトウェアに読み取らせて使う、参考文献を引用する際の適切な書誌情報の構成方法を与える。

## 必要性と特徴
原稿中で文献を引用する際の書誌情報の書き方には様々な種類が存在する（大別してハーバード方式、バンクーバー方式など）。さらに、具体的な規程は学術雑誌ごとになされており、各要素（著者名、雑誌名、巻・号、ページ数等）の順序や表示方法などが雑誌ごとに異なる。そのため、参考文献リストを引用管理ソフトウェアなどで生成する際に、雑誌ごとに出力結果を変える必要がある。CSLはこのときの出力フォーマットを規定するための言語である。EndNoteなどの商用ソフトウェアはこのフォーマット情報をプロプライエタリな形式で保持していることが多いが、XMLの特徴によりCSLはプレーンテキストで記述されているため比較的読み取りやすく、特にフリーウェアを中心にその採用が広がっている。

## 歴史
CSLのルーツにはBiblioXというシステムがある。これは元々OpenOffice.orgの文献引用機能での利用を想定してPeter FlynnやBruce D'Arcusらにより2004年に作られた実験的なシステムで、XSL Transformationsという技術を使って文献引用フォーマットを生成するものとして初めての試みであった。このシステムにおいてスタイルの解釈と生成を行うソフトウェアはCiteProcと名付けられた。
その後、文献管理専門のソフトウェアのZoteroが同アプローチを採用し、Zoteroプロジェクトを中心としてCSLの開発が進められた。D'Arcusはこちらの開発に深く関わり、2009年にはD'ArcusらによりCSL 0.8が発表された。
CSL 0.8.1までは文法の解説ドキュメント類はZoteroプロジェクトがホストしていたが、より幅広くプロジェクトを展開するため、Rintze M. ZelleとFrank G. Bennett, Jr.（下記のciteproc-jsの著者）を主要メンバーに加え、ウェブサイト CitationStyles.org が立ち上げられた。より厳密性と汎用性を増した形で、2010年3月にCSL 1.0が発表された。その後2012年9月に1.0.1として改訂されている。
各雑誌のために作成・投稿されたCSLファイルは、以上の歴史的経緯により2012年現在もなおZoteroプロジェクトのサーバーから提供されているが、CSL対応ソフトウェアならばZotero以外でも等しくファイルを解釈できる。

## 対応ソフトウェア
2012年現在、CSLに対応しているのは Zotero, Mendeley, Papers, Qiqqa, Docear, Drupal, Pandoc など。
一方スタンドアローンのCSL処理系として様々な言語で書かれたものが発表されており、こうしたソフトウェアを総称してCiteProcと呼ぶ。
主な例にciteproc-hs (CSL 0.8.1) やciteproc-js (CSL 1.0)などが挙げられる。
書式の作成・修正・共有をより簡単に行うためのツールも、コロンビア大学図書館とMendeley社により開発が進められている。

### その他のXMLに基づく書誌情報システム
- OSBIB, 書誌メタデータ記録のためにXMLを用いた別のアプローチ
- BiblioX, XSLTを用いて書誌情報のフォーマットを規定。Peter Flynnによる2004年の実験。